# Tour Valéran
Pour l’article homonyme, voir Tour de Luxembourg.
La tour Valéran dite aussi tour de Luxembourg, est un vestige de fortification médiévale situé dans la commune française de Ligny-en-Barrois et le département de la Meuse.

## Histoire
Cette tour constituait avec la tour des Canons (détruite en 1878), une porte fortifiée dite « Porte des Moulins ».
Elle est classée aux monuments historiques depuis la liste de 1840.